# Pac-12 Conference 2022 (pallavolo)
La Pac-12 Conference 2022 si è svolta dal 22 settembre al 27 novembre 2022: al torneo hanno partecipato 12 squadre universitarie statunitensi e la vittoria finale è andata per la ventesima volta alla Stanford.

## Regolamento
È prevista una stagione regolare che vede le dodici formazioni impegnate disputare un totale di venti incontri ciascuna; parallelamente vengono disputati anche degli incontri extra-conference contro formazioni appartenenti ad altre conference o non affiliate ad alcuna di esse, dando vita a due classifiche separate una relativa alla Pac-12 Conference ed una totale.
- La squadra vincitrice della Pac-12 Conference si qualifica automaticamente al torneo NCAA, occupando uno dei 32 posti che spettano di diritto alle squadre vincitrici delle rispettive conference;
- Le altre squadre concorrono alla qualificazione al torneo NCAA attraverso la classifica totale, che assegna i restanti 32 posti alle migliori squadre, sulla base del rapporto tra vittorie e sconfitte, che non abbiano ottenuto la qualificazione automatica.

## Squadre partecipanti
| Club                | Nickname     | Stagione | Città          | Stato      | Impianto               | Stagione precedente                                            |
| ------------------- | ------------ | -------- | -------------- | ---------- | ---------------------- | -------------------------------------------------------------- |
| Arizona             | Wildcats     | Dettagli | Tucson         | Arizona    | McKale Memorial Center | 8ª in Pac-12 Conference; Secondo turno al NIVC                 |
| Arizona State       | Sun Devils   | Dettagli | Tempe          | Arizona    | Wells Fargo Arena      | 9ª in Pac-12 Conference                                        |
| UC Berkeley         | Golden Bears | Dettagli | Berkeley       | California | Haas Pavilion          | 12ª in Pac-12 Conference                                       |
| UC Los Angeles      | Bruins       | Dettagli | Los Angeles    | California | Pauley Pavilion        | 2ª in Pac-12 Conference; Sweet Sixteen in NCAA Division I      |
| Colorado            | Buffaloes    | Dettagli | Boulder        | Colorado   | Coors Events Center    | 10ª in Pac-12 Conference                                       |
| Oregon              | Ducks        | Dettagli | Eugene         | Oregon     | Matthew Knight Arena   | 4ª in Pac-12 Conference; Primo turno in NCAA Division I        |
| Oregon State        | Beavers      | Dettagli | Corvallis      | Oregon     | Gill Coliseum          | 11ª in Pac-12 Conference                                       |
| Southern California | Trojans      | Dettagli | Los Angeles    | California | Galen Center           | 7ª in Pac-12 Conference                                        |
| Stanford            | Cardinal     | Dettagli | Stanford       | California | Maples Pavilion        | 4ª in Pac-12 Conference; Secondo turno in NCAA Division I      |
| Utah                | Utes         | Dettagli | Salt Lake City | Utah       | Jon M. Huntsman Center | 3ª in Pac-12 Conference; Secondo turno in NCAA Division I      |
| Washington          | Huskies      | Dettagli | Seattle        | Washington | Hec Edmundson Pavilion | Vincitrice Pac-12 Conference; Sweet Sixteen in NCAA Division I |
| Washington State    | Cougars      | Dettagli | Pullman        | Washington | Bohler Gymnasium       | 4ª in Pac-12 Conference; Secondo turno in NCAA Division I      |

## Torneo

### Regular season

#### Classifica
| Pos. | Squadra             | Conference | Conference | Conference | Conference | Overall | Overall | Overall | Overall |
| Pos. | Squadra             | Pt         | G          | V          | P          | Pt      | G       | V       | P       |
| ---- | ------------------- | ---------- | ---------- | ---------- | ---------- | ------- | ------- | ------- | ------- |
| 1.   | Stanford            | .950       | 20         | 19         | 1          | .844    | 32      | 27      | 5       |
| 2.   | Oregon              | .850       | 20         | 17         | 3          | .812    | 32      | 26      | 6       |
| 3.   | Washington State    | .700       | 20         | 14         | 6          | .697    | 33      | 23      | 10      |
| 4.   | Southern California | .650       | 20         | 13         | 7          | .667    | 33      | 22      | 11      |
| 5.   | Colorado            | .600       | 20         | 12         | 8          | .645    | 31      | 20      | 11      |
| 5.   | Washington          | .600       | 20         | 12         | 8          | .645    | 31      | 20      | 11      |
| 7.   | UC Los Angeles      | .500       | 20         | 10         | 10         | .552    | 29      | 16      | 13      |
| 8.   | Utah                | .400       | 20         | 8          | 12         | .484    | 31      | 15      | 16      |
| 9.   | Arizona State       | .350       | 20         | 7          | 13         | .406    | 32      | 13      | 19      |
| 10.  | Arizona             | .300       | 20         | 6          | 14         | .516    | 31      | 16      | 15      |
| 11.  | Oregon State        | .100       | 20         | 2          | 18         | .233    | 30      | 7       | 23      |
| 12.  | UC Berkeley         | .000       | 20         | 0          | 20         | .233    | 30      | 7       | 23      |

      In NCAA Division I come vincitrice di Conference
      In NCAA Division I attraverso la classifica totale

## Premi individuali
| Premio                   | Giocatrice          | Squadra             |
| ------------------------ | ------------------- | ------------------- |
| Player of the Year       | Kendall Kipp        | Stanford            |
| Freshman of the Year     | Mimi Colyer         | Oregon              |
| Setter of the Year       | Kamerynn Miner      | Stanford            |
| Libero of the Year       | Elena Oglivie       | Stanford            |
| Coach of the Year        | Kevin Hambly        | Stanford            |
| All-Pac-12 Team          | Caitlin Baird       | Stanford            |
| All-Pac-12 Team          | Mimi Colyer         | Oregon              |
| All-Pac-12 Team          | Annamarie Dodson    | UC Los Angeles      |
| All-Pac-12 Team          | Skylar Fields       | Southern California |
| All-Pac-12 Team          | Marin Grote         | Washington          |
| All-Pac-12 Team          | Meegan Hart         | Colorado            |
| All-Pac-12 Team          | Claire Hoffman      | Washington          |
| All-Pac-12 Team          | Magdaléna Jehlářová | Washington State    |
| All-Pac-12 Team          | Kendall Kipp        | Stanford            |
| All-Pac-12 Team          | Brooke Nuneviller   | Oregon              |
| All-Pac-12 Team          | Kamerynn Miner      | Stanford            |
| All-Pac-12 Team          | Elena Oglivie       | Stanford            |
| All-Pac-12 Team          | Ella May Powell     | Washington          |
| All-Pac-12 Team          | Hannah Pukis        | Oregon              |
| All-Pac-12 Team          | Madelyn Robinson    | Utah                |
| All-Pac-12 Team          | Elia Rubin          | Stanford            |
| All-Pac-12 Team          | Pia Timmer          | Washington State    |
| All-Pac-12 Team          | Amelia Tuaniga      | Southern California |
| Pac-12 All-Freshman Team | KJ Burgess          | Utah                |
| Pac-12 All-Freshman Team | Mimi Colyer         | Oregon              |
| Pac-12 All-Freshman Team | Grayce Olson        | UC Los Angeles      |
| Pac-12 All-Freshman Team | Elia Rubin          | Stanford            |
| Pac-12 All-Freshman Team | Kinley Swan         | Oregon State        |
| Pac-12 All-Freshman Team | Gala Trubint        | Southern California |
| Pac-12 All-Freshman Team | Jordan Wilson       | Southern California |

## Classifica finale
| Pos | Squadra             | Qualificazione       |
| --- | ------------------- | -------------------- |
| 1   | Stanford            | NCAA Division I 2022 |
| 2   | Oregon              | NCAA Division I 2022 |
| 3   | Washington State    | NCAA Division I 2022 |
| 4   | Southern California | NCAA Division I 2022 |
| 5   | Colorado            | NCAA Division I 2022 |
| 5   | Washington          | NCAA Division I 2022 |
| 7   | UC Los Angeles      |                      |
| 8   | Utah                |                      |
| 9   | Arizona State       |                      |
| 10  | Arizona             |                      |
| 11  | Oregon State        |                      |
| 12  | UC Berkeley         |                      |